# 戰時燈火管制

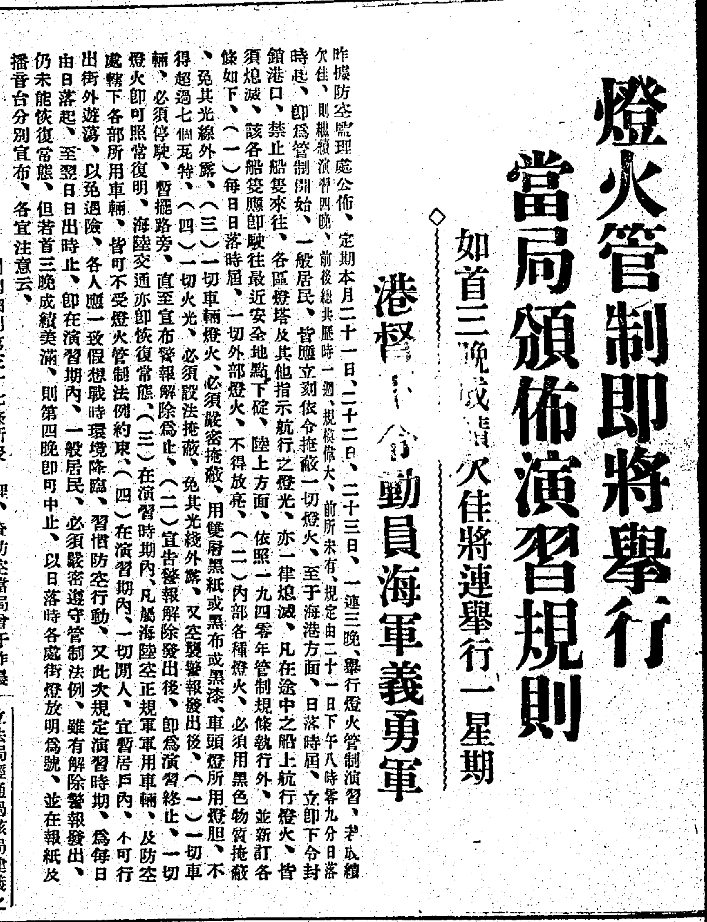
1941年7月13日《工商日報》報導防空署公佈將於7月21日起連續3晚全港舉行燈火管制演習，如果演習的表現欠佳，燈火管制演習將會延長至一星期

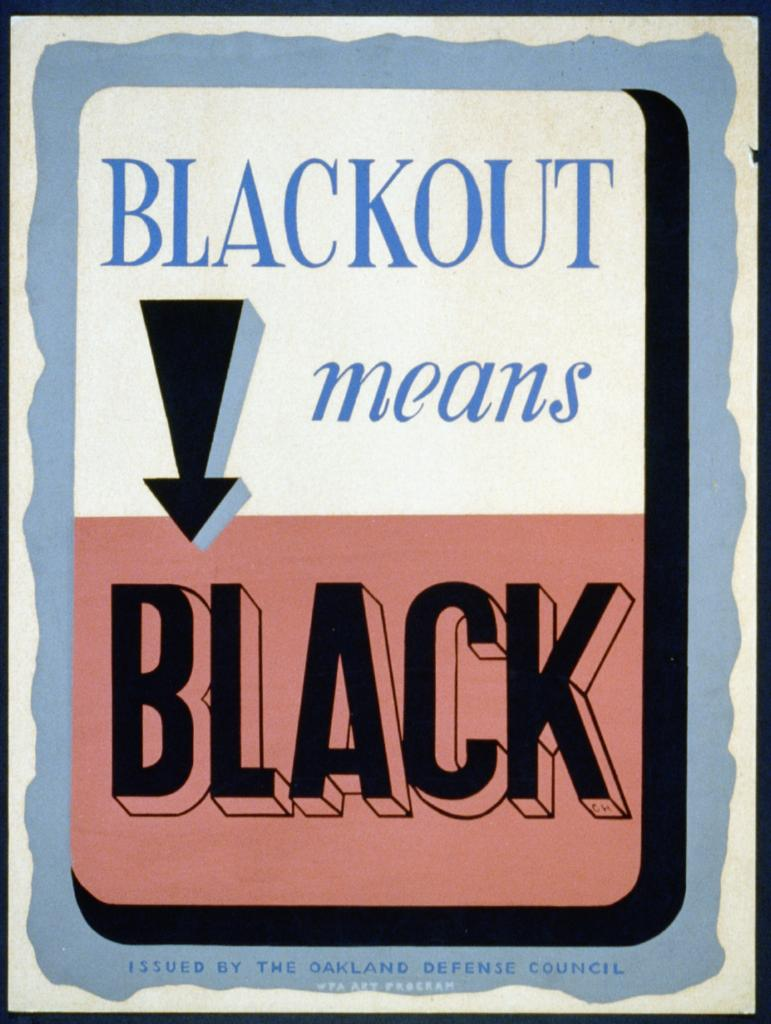
美國在二次大戰時期的燈火管制宣傳海報

燈火管制是一種限制使用電燈及蠟燭等照明用具的措施，大多於戰爭期間由政府公告實施，主要目的是防止敵軍在夜晚藉由照明尋找到目標物進行空襲等攻擊行動。但隨著夜視鏡以及雷達、衛星定位系統等裝置的日趨進步，軍隊進行攻擊行動時逐漸不受燈火管制的影響。